# Diego de Hojeda
Diego de Hojeda (ur. 1570, zm. 1615) – hiszpański duchowny i poeta, tworzący w Peru.

## Życiorys
Diego de Hojeda urodził się w Sewilli w 1570 roku. W 1591 przybył do Ameryki i wstąpił do klasztoru dominikanów w Rosario de Lima. Zmarł w Limie w 1615 roku. Swój talent poetycki oddał religii.

## Twórczość

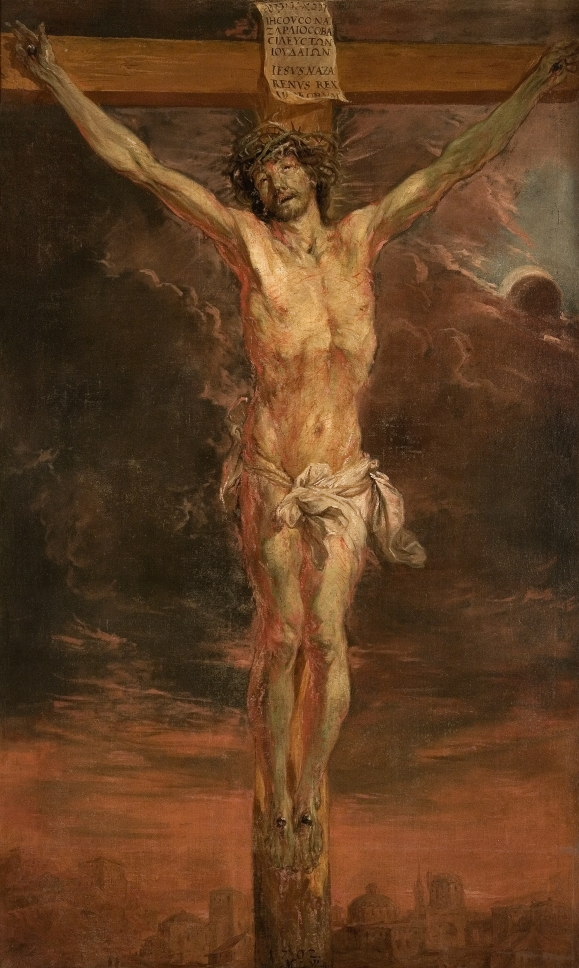
Chrystus na krzyżu. Obraz Michaela Willmanna (1630–1706)

Diego de Hojeda jest autorem eposu La Christiada, opowiadającego o męce i śmierci Chrystusa na krzyżu. Utwór ten jest pierwszym wielkim poematem religijnym napisanym w Ameryce, a konkretnie w Peru. Został on opublikowany w 1611 roku w Sewilli, powstał jednak na kontynencie południowoamerykańskim. Poeta dedykował go wicekrólowi Peru Don Juanowi de Mendoza y Luna, markizowi Montesclaros. Epos został skomponowany oktawą, nazywaną po hiszpańsku octava real, czyli oktawa królewska. Ta ośmiowersowa strofa, rymowana abababcc, była mnie tylko formą bardzo popularną, ale także najwyraźniej najwyżej cenioną. Stanowiła ona tworzywo niezliczonych eposów i poematów włoskich, hiszpańskich i portugalskich, a od początku XVII wieku również polskich. Pisali nią najwybitniejsi autorzy, jak Ludovico Ariosto, Torquato Tasso, Luís de Camões, a w Hiszpanii Alonso de Ercilla y Zúñiga, autor eposu Araukana. La Christiada jest oparta na czterech Ewangeliach i twórczości Torquata Tassa, jak również na poemacie Cristias Marca Girolama Vidy z 1535 roku. 
Canto al Hijo de Dios, humano, y muerto
Con dolores y afrenta por el hombre.
Musa divina , en su costedo abierto
Baña mi lengua y muévela en su nombre,
Porque suene mi voz con tal concierto,
Que, los oídos halagando , asombre
Al rado y sabio, y el cristiano gusto
Halle provecho en un deleite justo.